# Kalinów (gmina)
Kalinów (1941–44 obocznie Kaisersdorf) – dawna gmina wiejska w powiecie samborskim województwa lwowskiego II Rzeczypospolitej. Siedzibą gminy był Kalinów.
Gminę utworzono 1 sierpnia 1934 r. w ramach reformy na podstawie ustawy scaleniowej z dotychczasowych gmin wiejskich: Babina, Bilinka Mała, Brzegi, Hordynia Rustykalna, Hordynia Szlachecka, Kalinów, Kornalowice, Krużyki, Piniany i Siekierczyce.
Po II wojnie światowej obszar gminy znalazł się w ZSRR.